# Seurri
Els seurri o seburri (en llatí seurri o seburri, en grec antic Σεβουρροί o Σεουρροί) eren un poble del nord-oest de la Tarraconense, a la vora del riu Minius (Miño), probablement una tribu dels gallaici bracarii. Els menciona Claudi Ptolemeu.